# Martwa kawa
Martwa kawa – stare, zleżałe ziarna palonej kawy, z reguły prawie całkowicie lub całkowicie pozbawione aromatu i smaku, charakteryzujące się często posmakiem zjełczałego tłuszczu. Martwej kawy nie należy mylić ze starą kawą, pojęciem dotyczącym nieświeżych, ale zielonych ziaren kawy.